# Dorel Iacobescu
Dorel Iacobescu (* 23. Juni 1946 in Buzău, Rumänien) ist ein rumänischer Schauspieler.

## Leben
Dorel Iacobescu wuchs zusammen mit seiner Zwillingsschwester, der Schauspielerin Aimée Iacobescu (1946–2018), in Rumänien auf. Beide besuchten parallel das Institutul de Artă Teatrală şi Cinematografică I. L. Caragiale (kurz: IATC) in Bukarest, um den Schauspielberuf zu ergreifen. Die Geschwister erwarben den Abschluss 1968 als Jahrgangsbeste.
Anschließend wirkte Dorel Iacobescu in verschiedenen Theater- und Kinoproduktionen mit. Im deutschsprachigen Raum trat er vor allem durch die Darstellung des Indianers Hackii an der Seite von Gojko Mitić in den DEFA-Indianerfilmen Apachen und Ulzana in Erscheinung.
1981 verließ Iacobescu Rumänien, um mithilfe eines vom portugiesischen Staat angebotenen Stipendiums in Lissabon zu leben. Dort war der Schauspieler u. a. am Teatro Nacional D. Maria II engagiert und war in Serienproduktionen zu sehen.  In Lissabon lernte Iacobescu auch seine Lebensgefährtin Roxana Eminescu kennen, eine direkte Nachfahrin des rumänischen Nationaldichters Mihai Eminescu. Die beiden heirateten und bekamen 1983 einen Sohn mit dem Namen Ioan Teodor Eminescu-Iacobescu. Aufgrund gesundheitlicher Probleme des Kindes zog die Familie nach Paris, da in Frankreich eine bessere Versorgungslage bestand.
Iacobescu lebt bis heute in Frankreich und arbeitet als Schauspieler und Lehrer.

## Filmografie (Auswahl)
- 1970: Heiduckenabenteuer – Der Kopfpreis
- 1972: Heiduckenabenteuer – Die Jagd nach dem Brautschatz
- 1973: Apachen
- 1974: Ulzana
- 1980: Das Gold der Daker
- 1982: Vila Faia (portugiesische TV-Serie, 100 Folgen)
- 1985: Widows 2 (britische TV-Serie, 1 Folge)